# Canadian Mennonite University
Die Canadian Mennonite University (Abkürzung CMU) ist eine Privatuniversität in Winnipeg, Manitoba, Kanada.
Die Hochschule wurde 1999 von Vertretern der Mennoniten aus der Zusammenlegung der Canadian Mennonite Bible College (Gründung 1947), Concord College (1944 gegründet als Mennonite Brethren Bible College) und des Menno Simons College (Gründung 1988). 1998 wurde daraus die Canadian Mennonite University gegründet.
Nach Angaben der Universität entspricht die Zahl der im Studienjahr 2020/2021 eingeschriebenen Studenten 902 Vollzeitäquivalenten.